# 官渡镇 (万源市)
官渡镇，是中华人民共和国四川省达州市万源市下辖的一个乡镇级行政单位。>2020年6月，撤销梨树乡、皮窝乡和茶垭乡，将原梨树乡、原皮窝乡、原茶垭乡磙子坪村和太平镇斑竹溪村、杜家坝村所属行政区域划归官渡镇管辖，

## 行政区划
官渡镇下辖以下地区：
官渡社区、清明社区、青岩坝村、水田坝村、二沟村、玛瑙溪村、胡家坝村、诸葛坝村和项家坪村。